# Olof Hammarberg
Olof Hammarberg, född 6 juni 1871 i Göteborg, död där 25 juli 1942, var en svensk orgelbyggare.

## Biografi
Olof Hammarberg var son till orgelbyggaren Gustaf Adolf Pettersson. Han var av gammalt orgelbyggarsläkt och lärde av sin far grunderna i yrket, innan han kom till Marcussen & Søn i Aabenraa och var 1892–1897 anställd hos Furtwängler & Hammar i Hannover och William Schuelke i Milwaukee. William Schuelkes rörpneumatiska system kom att väcka Hammarbergs intresse och bli hans specialitet, då han 1897 övertog sin faders verksamhet i Göteborg, ursprungligen grundad av hans farfar Adolf Fredrik Pettersson. Under Hammarbergs ledning utvidgades verksamheten betydligt, han byggde inte mindre än omkring 200 orglar i svenska kyrkor. Förutom det rörpneumatiska system han införde vidtog han tekniska förbättringar av orgelns spelbord och väderlådor. 1939 överlät han sin rörelse på sonen, Nils Olof Hammarberg.